# Det danske kulturlandskabs udvikling
Det danske kulturlandskabs udvikling er betinget af et samspil mellem forskelligartede klimatiske, naturbetingede (geologiske, naturgeografiske, biologiske, zoologiske) og kulturelle (menneskeskabte) forhold.
Grundelementerne i det danske landskab er formet af den sidste istid Weichsel-istiden, omend tidligere istider (og anden geologiske aktivitet) naturligvis har skabt grundlaget. Artiklen om den geologiske epoke Pleistocæn giver et overblik over de mange istider og mellem-istider der har påvirket Danmark.
Efter at isen trak sig tilbage blev de geologiske påvirkninger af mindre betydning, men ændringer i klimaet (der også havde været med til at skabe istiderne) var stadig af stor betydning for hvilken plante- og dyreliv der kunne trives i Danmark, og dermed for hvilke kulturer der kunne udvikle sig. Artiklen om Danmarks urhistorie giver et overblik over hvordan klimaet gradvist blev mildere og mildere, for dernæst at blive lidt køligere igen som vi kender det i dag.
Senest har naturligvis mennesket, specielt via landbrug og skovbrug påvirket landskabet. Dette er beskrevet i artiklerne om landbrugshistorie, skovbrug og Landsbyer i Danmark.
Skemaet herunder viser på oversigtsform hvordan landskabet har udviklet sig fra primært at være domineret af klimatiske faktorer til primært at være menneskeskabt, hvordan det danske kulturlandskab er opstået. Samtidig er det også historien om hvordan skoven langsomt blev helt dominerende i Danmark for derefter næsten at forsvinde igen.
| Tid (f/e.Kr.)         | Kronozone                | Historisk                                  | Det åbne land | Skoven | Mennesket |
| --------------------- | ------------------------ | ------------------------------------------ | --- | --- | --- |
| 17.000 - 12.800       | Ældste dryas             | -                                          | Højarktisk tundra med yderst sparsom vegetation | - | Formentlig strejfende tundrajægere sydfra, jagt på rensdyr og evt. mammut |
| 12.800 - 11.800       | Bøllingtid & Ældre dryas | Ældste stenalder                           | Tundra med spredte buske og træer på beskyttede lokaliteter | - | Tundrajægere tilhørende Hamburgkultur og Federmesserkultur. Sommerbosættelser i Danmark. Rensdyrjagt. |
| 11.800 - 10.600       | Allerødtid               | Ældste stenalder                           | Parktundra | - | Skov- og tundrajægere tilhørende Brommekulturen. Bosættelser i Danmark. Primært jagt på rensdyr, men også f.eks. elg, irsk kæmpehjort. |
| 10.600 - 9.600        | Yngre dryas              | Ældste stenalder                           | Tundra med spredte buske og træer på beskyttede lokaliteter | - | Tundrajægere tilhørende Ahrensburgkulturen. Sommerbosættelser i Danmark. Primært jagt på rensdyr. |
| 9.300 - 7.900         | Præboreal tid            | Ældre stenalder                            | Parktundra | Birke-fyrre-tid. Lunde af hårdføre træer og buske | Skovjægere tilhørende Maglemosekulturen. Bosættelser i Danmark. Jagt på urokse, bison og elg. |
| 7.900 - 7.000         | Boreal tid               | Ældre stenalder                            | Tundra, hede og eng på udsatte lokaliteter. | Hassel-fyrre-tid. Lysåben boreal skov | Skovjægere tilhørende Maglemosekulturen. Bosættelser i Danmark. Jagt på urokse, bison og elg. |
| 7.000 - 3.900         | Atlantisk tid            | Ældre stenalder                            | - | Ældre lindetid. Hele landet dækket af tæt klimaksskov | Skov- og kystægere tilhørende Ertebøllekulturen. Bosættelser i Danmark, primært langs kysterne og ved søer. Jagt på kronhjort, rådyr og vildsvin. |
| 3.900 - 1.800         | Subboreal tid            | Yngre stenalder                            | Åbninger i det tætte skovdække hvor der er bopladser og marker. | Yngre lindetid. Hele landet dækket af tæt klimaksskov. | Agerbruget indføres i Danmark, primært som svedjebrug. I starten dog i høj grad kombineret med jagt. Jættestuer og langdysser. |
| 1.800 - 500 f.Kr.     | Subboreal tid            | Bronzealder                                | Åbninger i det tætte skovdække hvor der er bopladser og marker. | Yngre lindetid. Hele landet dækket af tæt klimaksskov. | Agerbruget er veletableret men er fortsat primitivt. Også dyrehold udvikles, mens jagt stadig har nogen betydning. Bronzealderhøje. |
| 500 f.Kr. - 800 e.Kr. | Subatlantisk tid         | Jernalder                                  | Menneskets spor i form af marker og landsbyer er tydelig. Visse områder ligger brak efter at være udpint.                                                                                       | Bøgen bliver dominerende, men skoven er stadig tæt og omfattende. | Landsbyer opstår mens agerbruget fortsat udvikles. Jernet giver mulighed for bedre redskaber, men redskaber af træ er stadig dominerende. |
| 800 - 1050 e.Kr.      | Subatlantisk tid         | Vikingetid                                 | Landbruget udvider stadig arealet under plov. Heden begynder at vise sig hist og her. | Danmark har stadig store skovområder der opfattes som uvejsomme og farlige. Men skoven stagnerer, og øget stævning og kreaturhold i skoven sinker skovens foryngelse. | De første byer opstår. Den gamle landsbystruktur er veletableret. |
| 1050 - 1397           | Subatlantisk tid         | Ældre middelalder                          | De fleste åbne landområder er dækket af marker, men heden vinder fortsat frem. De ringeste jorde opgives, og specielt i perioder med megen sygdom eller krig kan store område ligge uopdyrkede. | Skoven stagnerer og er flere steder i tilbagegang. Midt i perioden ses de første forsøg på regulering af skovens udnyttelse. Jagt bliver begrænset til adel og krone. | Den middelalderlige bystruktur etableres med en række nogenlunde lige store byer rundt om i riget og uden en egentlig hovedstad. At rejse fra en større by til en anden kræver typisk en eller flere dagsrejser. De få større skove opfattes stadig som barrierer for trafikken. |
| 1397 - 1536           | Subatlantisk tid         | Yngre middelalder                          | De fleste åbne landområder er dækket af marker, men heden vinder fortsat frem. De ringeste jorde opgives, og specielt i perioder med megen sygdom eller krig kan store område ligge uopdyrkede. | Skovens tilbagegang er betydelig, og der sker flere forsøg på central regulering af skovens udnyttelse. Ingen af disse formår dog at reducere tilbagegangen.          | At rejse fra en større by til en anden kræver typisk en eller flere dagsrejser. De få større skove opfattes stadig som barrierer for trafikken. |
| 1536 - 1660           | Subatlantisk tid         | Reformation og Adelsvælde                  | Det middelalderlige landbrug er fuldt udbygget og dækker efterhånden landet. | De store egetræer bliver en militær-strategisk resource og skovarealet reduceres hastigt                                                                              | |
| 1660 - 1814           | Subatlantisk tid         | Enevælde og oplysningstid                  | Udskiftningen og Landboreformerne sker i perioden ca. 1700 - ca. 1850 | Skovarealet reduceres til blot 10% i 1700-tallet. Først herefter kommer virkningsfulde tiltag så skovens tilbagegang standses.                                        | Trafikken mellem byerne øges og postbefordring indføres. 1662 erstattes de danske len af amterne. |
| 1814 - 1901           | Subatlantisk tid         | Borgerskab, demokrati og Industrialisering | Det åbne land - uanset om det dyrkes eller er opgivet - er helt dominerende. | Skovarealet udvides ganske langsomt. | Jernbanen giver mulighed for stadig øger transport mellem byerne og skoves og moserne effekt som barriere for trafikken forsvinder efterhånden. |
| 1901 - 1945           | Subatlantisk tid         | Systemskifte og Verdenskrigene             | Det åbne land - uanset om det dyrkes eller er opgivet - er helt dominerende. | Skoven går igen tilbage på grund af betydelig hugst under de 2 verdenskrige.                                                                                          | Industralieringen fortsætter og bedre veje og flere jernbaner giver stadig bedre mulighed for transport fra byerne og ud i landet. Behovet for at byboerne kan udnytte dele af skov og land til rekreative formål viser sig efterhånden.                                         |
| 1945 -                | Subatlantisk tid         | Efterkrigstiden og Nyeste tid              | Det åbne land er fortsat dominerende, og landbruget er stadig den primære bruger af det åbne land. Men by, industri og rekreative formål til sammen udgør en stigende andel.                    | Udvidelsen af skovarealet sker hurtigere. Skoven får betydning også til rekreative formål. Efter ca. 1990 indføres naturskovs-stretegien i en række statsskove.       | Ved siden af landbrug og skovbrug vokser behovet for rekeative arealer. Privatbilisme, cykler og udendørs sport medfører at befolkningen - også i byerne - får nem adgang til naturen.                                                                                           |